# Club Deportivo Génova
El Club Deportivo Génova, más conocido como el Génova, es un club de fútbol español del municipio de Palma (Islas Baleares), en la barriada de Génova. Fue fundado en 1989 y milita en la Tercera División de España(2020/2021). Actualmente el club cuenta con 11 equipos de diferentes categorías, más de 200 deportistas inscritos, 14 entrenadores y unos 300 socios aproximadamente.

## Uniforme
- Uniforme titular: Camiseta azul, pantalón azul y medias blancas.
- Uniforme alternativo: Camiseta roja, pantalón rojo y medias rojas.

## Estadio
El CD Génova juega sus partidos como local en el Estadio Es Nou Garroveral, ubicado dentro del Polideportivo Rudy Fernández, situado en el término municipal de Palma. Anteriormente lo hacía en el Estadio Municipal de Es Garroveral que está situado a escasos metros del nuevo estadio, y que hoy día se sigue empleando para partidos de las categorías inferiores del club. 

## Historia

#### Ascenso a Tercera División
Después de finalizar la temporada 2019/2020 en tercera posición en la Regional Preferente de Mallorca. El CD Génova logró imponerse en las eliminatorias de ascenso al CD Serverense en la semifinal y a la UD Porreras en la final, logrando el ascenso a Tercera División, 18 años después de su última participación en esta categoría.

## Datos del club
- Temporadas en 1.ª: 0
- Temporadas en 2.ª: 0
- Temporadas en 2ªB: 0
- Temporadas en 3.ª: 4

## Plantilla y Cuerpo técnico
- Al formar parte de la Tercera División de España, los jugadores que componen la plantilla no cuentan actualmente con dorsales fijos.

- Los equipos españoles están limitados a tener en la plantilla un máximo de tres jugadores sin pasaporte de la Unión Europea. La lista incluye solo la principal nacionalidad de cada jugador.